# チマイベツ川
チマイベツ川（チマイベツがわ、千舞別川、千舞鼈川、とも表記）は、北海道胆振総合振興局管内を流れ支流のペトトル川と合流した後に噴火湾に注ぐ二級河川。チマイベツ川水系の本流である。

## 地理
北海道胆振総合振興局室蘭市と登別市に跨る鷲別岳で源を発し、チマイベツ浄水場から伊達市との市界に沿って室蘭本線千舞別川橋梁の手前で支流であるペトトル川と合流し噴火湾に注ぐ。

## 地名の由来
アイヌ語由来であるが、語義は忘れられている。
過去に挙げられた原義としては、上原熊次郎や松浦武四郎が挙げている「チマイペペッ（ci-ma-ipe-pet）」（我ら・焼く・食物・川）や、知里真志保による「チマイペオチ（ci-ma-ipe-ot-i）」（我ら・焼く・食物・多い・ところ→焼乾鮭・多くある・ところ）といった説があった。

このほか松浦武四郎の『東蝦夷日誌』には「チマイ」と鳴く鳥がいたため、とする説が掲載されているが、アイヌ語研究者の山田秀三は、わかりにくくなった地名に対してついた当地のアイヌに伝わる説話であろうと考えている。

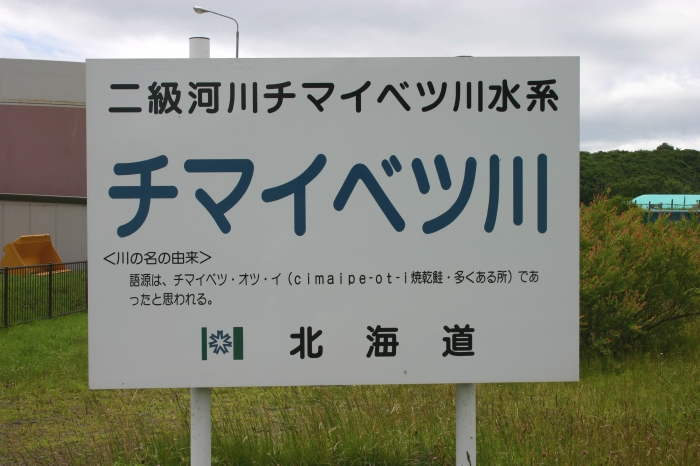
第２千舞鼈橋にあるチマイベツ川の河川標識

## 利水および治水
積ブロック護岸で築堤され数ヶ所の樋門で治水工事が施されているが、国道37号より上流部は概ね自然河川区間である。 
本流合流点から上流約6km地点にチマイベツ浄水場があり、室蘭市の上水道供給源となっており、上水道の他に灌漑用水や養魚用水として利水されている。

## 流域の自治体
北海道
胆振総合振興局室蘭市、伊達市

## 支流
括弧内は流域の自治体
- 奥ペトトル川[4]（室蘭市）
- ペトトル川（室蘭市）

## 主な橋梁
- チマイベツ川橋 - 道央自動車道
- 千舞別３号橋（仮名）
- 第２千舞鼈橋 - 国道37号
- 千舞別橋梁 - JR室蘭本線
- 千舞別橋